# Васертридинген
Васертридинген (њем. Wassertrüdingen) град је у њемачкој савезној држави Баварска. Једно је од 58 општинских средишта округа Ансбах. Према процјени из 2010. у граду је живјело 5.999 становника. Посједује регионалну шифру (AGS) 9571214.

## Географски и демографски подаци
Васертридинген се налази у савезној држави Баварска у округу Ансбах. Град се налази на надморској висини од 423 метра. Површина општине износи 53,6 km². У самом граду је, према процјени из 2010. године, живјело 5.999 становника. Просјечна густина становништва износи 112 становника/km².

## Међународна сарадња
| Мјесто | Држава    | Врста сарадње | Од    |
| ------ | --------- | ------------- | ----- |
| Белак  | Француска | партнерство   | 1993. |
| Извор  |           |               |       |